# Biserica romano-catolică din Ciucsângeorgiu
Biserica romano-catolică din Ciucsângeorgiu, cu hramul Sfântul Gheorghe, este un monument istoric și de arhitectură.